# Élections cantonales de 1992 dans la Creuse
Les élections cantonales ont eu lieu les 22 et 29 mars 1992.
Lors de ces élections, 13 des 27 cantons de la Creuse ont été renouvelés. Elles ont vu la reconduction de la majorité socialiste dirigée par Thierry Chandernagor, succédant à Michel Moreigne président du conseil général depuis 1983.

## Résultats à l’échelle du département
Répartition départementale des résultats (2e tour).
- PCF (4,17 %)
- PS (31,58 %)
- Majorité (16,12 %)
- RPR (22,79 %)
- UDF (8,18 %)
- DVD (17,15 %)

| Étiquette      | Étiquette                          | Premier tour | Premier tour | Second tour | Second tour | Sièges |
| Étiquette      | Étiquette                          | Voix         | %            | Voix        | %           | Sièges |
| -------------- | ---------------------------------- | ------------ | ------------ | ----------- | ----------- | ------ |
|                | Parti socialiste                   | 10 201       | 31,47        | 7 885       | 31,58       | 8      |
|                | Parti communiste français          | 3 522        | 10,86        | 1 042       | 4,17        | 0      |
|                | Majorité présidentielle            | 2 992        | 9,23         | 4 025       | 16,12       | 0      |
| Gauche         | Gauche                             | 16 715       | 51,56        | 12 952      | 51,87       | 8      |
|                |                                    |              |              |             |             |        |
|                | Rassemblement pour la République   | 6 013        | 18,55        | 5 691       | 22,79       | 3      |
|                | Divers droite                      | 4 423        | 13,64        | 4 283       | 17,15       | 1      |
|                | Union pour la démocratie française | 2 125        | 6,55         | 2 043       | 8,18        | 1      |
|                | Front national                     | 1 871        | 5,77         |             |             |        |
| Droite         | Droite                             | 14 432       | 44,51        | 12 017      | 48,12       | 5      |
|                |                                    |              |              |             |             |        |
|                | Les Verts                          | 1 273        | 3,93         |             |             |        |
|                |                                    |              |              |             |             |        |
| Inscrits       | Inscrits                           | 47 374       | 100,00       | 36 336      | 100,00      |        |
| Abstention     | Abstention                         | 12 722       | 26,85        | 10 010      | 27,55       |        |
| Votants        | Votants                            | 34 652       | 73,15        | 26 326      | 72,45       |        |
| Blancs et nuls | Blancs et nuls                     | 2 232        | 6,44         | 1 357       | 5,15        |        |
| Exprimés       | Exprimés                           | 32 420       | 93,56        | 24 969      | 94,85       |        |

## Résultats par canton

### Canton d'Ahun
| Candidats      | Candidats            | Étiquette      | Premier tour | Premier tour |
| Candidats      | Candidats            | Étiquette      | Voix         | %            |
| -------------- | -------------------- | -------------- | ------------ | ------------ |
|                | Jean Auclair*        | RPR            | 1 509        | 55,93        |
|                | Claudine Lucantis    | PS             | 692          | 25,65        |
|                | Georges Hurbe        | PCF            | 200          | 7,41         |
|                | Jean-Pierre Lemenant | Verts          | 166          | 6,15         |
|                | Robert Lafaye        | FN             | 131          | 4,86         |
|                |                      |                |              |              |
| Inscrits       | Inscrits             | Inscrits       | 3 855        | 100,00       |
| Abstention     | Abstention           | Abstention     | 987          | 25,60        |
| Votants        | Votants              | Votants        | 2 868        | 74,40        |
| Blancs et nuls | Blancs et nuls       | Blancs et nuls | 170          | 5,93         |
| Exprimés       | Exprimés             | Exprimés       | 2 698        | 94,07        |

*sortant

### Canton d'Aubusson
| Candidats      | Candidats           | Étiquette      | Premier tour | Premier tour | Second tour | Second tour |
| Candidats      | Candidats           | Étiquette      | Voix         | %            | Voix        | %           |
| -------------- | ------------------- | -------------- | ------------ | ------------ | ----------- | ----------- |
|                | Jean Mazetier*      | UDF            | 1 804        | 46,89        | 2 043       | 53,57       |
|                | Henri Dubreuil      | PS             | 1 420        | 36,91        | 1 771       | 46,43       |
|                | Robert Jolly        | FN             | 316          | 8,21         |             |             |
|                | Jean-Claude Grenier | PCF            | 307          | 7,98         |             |             |
|                |                     |                |              |              |             |             |
| Inscrits       | Inscrits            | Inscrits       | 5 830        | 100,00       | 5 830       | 100,00      |
| Abstention     | Abstention          | Abstention     | 1 673        | 28,70        | 1 783       | 30,58       |
| Votants        | Votants             | Votants        | 4 157        | 71,30        | 4 047       | 69,42       |
| Blancs et nuls | Blancs et nuls      | Blancs et nuls | 310          | 7,46         | 233         | 5,76        |
| Exprimés       | Exprimés            | Exprimés       | 3 847        | 92,54        | 3 814       | 94,24       |

*sortant

### Canton d'Auzances
| Candidats      | Candidats      | Étiquette      | Premier tour | Premier tour |
| Candidats      | Candidats      | Étiquette      | Voix         | %            |
| -------------- | -------------- | -------------- | ------------ | ------------ |
|                | André Venuat   | PS             | 1 499        | 55,81        |
|                | Gilbert Perol  | DVD            | 992          | 36,93        |
|                | Monique Bolle  | FN             | 108          | 4,02         |
|                | Aimé Lepage    | PCF            | 87           | 3,24         |
|                |                |                |              |              |
| Inscrits       | Inscrits       | Inscrits       | 3 571        | 100,00       |
| Abstention     | Abstention     | Abstention     | 800          | 22,40        |
| Votants        | Votants        | Votants        | 2 771        | 77,60        |
| Blancs et nuls | Blancs et nuls | Blancs et nuls | 85           | 3,07         |
| Exprimés       | Exprimés       | Exprimés       | 2 686        | 96,93        |

### Canton de Bellegarde-en-Marche
| Candidats      | Candidats               | Étiquette      | Premier tour | Premier tour | Second tour | Second tour |
| Candidats      | Candidats               | Étiquette      | Voix         | %            | Voix        | %           |
| -------------- | ----------------------- | -------------- | ------------ | ------------ | ----------- | ----------- |
|                | Michel Moreigne*        | PS             | 804          | 44,72        | 937         | 50,13       |
|                | Jean-Pierre Chateignier | DVD            | 803          | 44,66        | 932         | 49,87       |
|                | Daniel Naudin           | PCF            | 107          | 5,95         |             |             |
|                | Max Roux                | FN             | 84           | 4,67         |             |             |
|                |                         |                |              |              |             |             |
| Inscrits       | Inscrits                | Inscrits       | 2 571        | 100,00       | 2 571       | 100,00      |
| Abstention     | Abstention              | Abstention     | 614          | 23,88        | 625         | 24,31       |
| Votants        | Votants                 | Votants        | 1 957        | 76,12        | 1 946       | 75,69       |
| Blancs et nuls | Blancs et nuls          | Blancs et nuls | 159          | 8,12         | 77          | 3,96        |
| Exprimés       | Exprimés                | Exprimés       | 1 798        | 91,88        | 1 869       | 96,04       |

*sortant

### Canton de Bonnat
| Candidats      | Candidats            | Étiquette      | Premier tour | Premier tour | Second tour | Second tour |
| Candidats      | Candidats            | Étiquette      | Voix         | %            | Voix        | %           |
| -------------- | -------------------- | -------------- | ------------ | ------------ | ----------- | ----------- |
|                | Jean Commergnat      | PS             | 986          | 29,22        | 1 466       | 42,03       |
|                | René Le Caignec*     | DVD            | 862          | 25,55        | 1 041       | 29,85       |
|                | Gilles Gaudon        | PS             | 789          | 23,38        | 981         | 28,13       |
|                | Michel Durand        | PCF            | 414          | 12,27        |             |             |
|                | Diane de La Chapelle | FN             | 167          | 4,95         |             |             |
|                | Sylvie Bourdier      | Verts          | 156          | 4,62         |             |             |
|                |                      |                |              |              |             |             |
| Inscrits       | Inscrits             | Inscrits       | 5 145        | 100,00       | 5 145       | 100,00      |
| Abstention     | Abstention           | Abstention     | 1 591        | 30,92        | 1 511       | 29,37       |
| Votants        | Votants              | Votants        | 3 554        | 69,08        | 3 634       | 70,63       |
| Blancs et nuls | Blancs et nuls       | Blancs et nuls | 180          | 5,06         | 146         | 4,02        |
| Exprimés       | Exprimés             | Exprimés       | 3 374        | 94,94        | 3 488       | 95,98       |

*sortant

### Canton de Bourganeuf
| Candidats      | Candidats          | Étiquette      | Premier tour | Premier tour | Second tour | Second tour |
| Candidats      | Candidats          | Étiquette      | Voix         | %            | Voix        | %           |
| -------------- | ------------------ | -------------- | ------------ | ------------ | ----------- | ----------- |
|                | Alain Gouzes       | PS             | 1 494        | 38,48        | 1 966       | 50,70       |
|                | Françoise Lavergne | RPR            | 1 436        | 36,98        | 1 912       | 49,30       |
|                | René Debesson      | PCF            | 448          | 11,54        |             |             |
|                | Denis Marcais      | FN             | 261          | 6,72         |             |             |
|                | Marie-José Bidon   | Verts          | 244          | 6,28         |             |             |
|                |                    |                |              |              |             |             |
| Inscrits       | Inscrits           | Inscrits       | 5 342        | 100,00       | 5 340       | 100,00      |
| Abstention     | Abstention         | Abstention     | 1 223        | 22,89        | 1 247       | 23,35       |
| Votants        | Votants            | Votants        | 4 119        | 77,11        | 4 093       | 76,65       |
| Blancs et nuls | Blancs et nuls     | Blancs et nuls | 236          | 5,73         | 215         | 5,25        |
| Exprimés       | Exprimés           | Exprimés       | 3 883        | 94,27        | 3 878       | 94,75       |

### Canton de Chambon-sur-Voueize
| Candidats      | Candidats               | Étiquette      | Premier tour | Premier tour | Second tour | Second tour |
| Candidats      | Candidats               | Étiquette      | Voix         | %            | Voix        | %           |
| -------------- | ----------------------- | -------------- | ------------ | ------------ | ----------- | ----------- |
|                | Jean Nicolaon*          | RPR            | 1 107        | 43,69        | 1 344       | 51,36       |
|                | Marie-Thérèse Pelletier | PS             | 783          | 30,90        | 1 273       | 48,64       |
|                | Guy Debondant           | PCF            | 383          | 15,11        | Retrait     | Retrait     |
|                | Marie de la Chapelle    | FN             | 154          | 6,08         |             |             |
|                | Louis Jouanethon        | Verts          | 107          | 4,22         |             |             |
|                |                         |                |              |              |             |             |
| Inscrits       | Inscrits                | Inscrits       | 3 475        | 100,00       | 3 475       | 100,00      |
| Abstention     | Abstention              | Abstention     | 813          | 23,40        | 748         | 21,53       |
| Votants        | Votants                 | Votants        | 2 662        | 76,60        | 2 727       | 78,47       |
| Blancs et nuls | Blancs et nuls          | Blancs et nuls | 128          | 4,81         | 110         | 4,03        |
| Exprimés       | Exprimés                | Exprimés       | 2 534        | 95,19        | 2 617       | 95,97       |

*sortant

### Canton de Châtelus-Malvaleix
| Candidats      | Candidats      | Étiquette      | Premier tour | Premier tour | Second tour | Second tour |
| Candidats      | Candidats      | Étiquette      | Voix         | %            | Voix        | %           |
| -------------- | -------------- | -------------- | ------------ | ------------ | ----------- | ----------- |
|                | Gérard Gaudin* | DVD            | 1 171        | 49,12        | 1 352       | 56,47       |
|                | Michel Boissit | PCF            | 512          | 21,48        | 1 042       | 43,53       |
|                | Roger Marie    | PS             | 390          | 16,36        | Retrait     | Retrait     |
|                | Gérard Nicand  | Verts          | 185          | 7,76         |             |             |
|                | Jean Lamouche  | FN             | 126          | 5,29         |             |             |
|                |                |                |              |              |             |             |
| Inscrits       | Inscrits       | Inscrits       | 3 719        | 100,00       | 3 718       | 100,00      |
| Abstention     | Abstention     | Abstention     | 1 146        | 30,81        | 1 195       | 32,14       |
| Votants        | Votants        | Votants        | 2 573        | 69,19        | 2 523       | 67,86       |
| Blancs et nuls | Blancs et nuls | Blancs et nuls | 189          | 7,35         | 129         | 5,11        |
| Exprimés       | Exprimés       | Exprimés       | 2 384        | 92,65        | 2 394       | 94,89       |

*sortant

### Canton de Gentioux-Pigerolles
| Candidats      | Candidats         | Étiquette      | Premier tour | Premier tour | Second tour | Second tour |
| Candidats      | Candidats         | Étiquette      | Voix         | %            | Voix        | %           |
| -------------- | ----------------- | -------------- | ------------ | ------------ | ----------- | ----------- |
|                | Pierre Laurent*   | PS             | 503          | 49,75        | 622         | 72,24       |
|                | François Christin | DVD            | 232          | 22,95        | 239         | 27,76       |
|                | Patrick Thevenot  | PCF            | 162          | 16,02        | Retrait     | Retrait     |
|                | Philippe Eychene  | Verts          | 80           | 7,91         |             |             |
|                | Max Roux          | FN             | 34           | 3,36         |             |             |
|                |                   |                |              |              |             |             |
| Inscrits       | Inscrits          | Inscrits       | 1 429        | 100,00       | 1 429       | 100,00      |
| Abstention     | Abstention        | Abstention     | 378          | 26,45        | 488         | 34,15       |
| Votants        | Votants           | Votants        | 1 051        | 73,55        | 941         | 65,85       |
| Blancs et nuls | Blancs et nuls    | Blancs et nuls | 40           | 3,81         | 80          | 8,50        |
| Exprimés       | Exprimés          | Exprimés       | 1 011        | 96,19        | 861         | 91,50       |

*sortant

### Canton du Grand-Bourg
| Candidats      | Candidats      | Étiquette      | Premier tour | Premier tour |
| Candidats      | Candidats      | Étiquette      | Voix         | %            |
| -------------- | -------------- | -------------- | ------------ | ------------ |
|                | Guy Moutaud*   | PS             | 1 319        | 65,36        |
|                | André Poupard  | PCF            | 452          | 22,40        |
|                | Michel Ronssin | FN             | 247          | 12,24        |
|                |                |                |              |              |
| Inscrits       | Inscrits       | Inscrits       | 3 607        | 100,00       |
| Abstention     | Abstention     | Abstention     | 1 235        | 34,24        |
| Votants        | Votants        | Votants        | 2 372        | 65,76        |
| Blancs et nuls | Blancs et nuls | Blancs et nuls | 354          | 14,92        |
| Exprimés       | Exprimés       | Exprimés       | 2 018        | 85,08        |

### Canton de Guéret-Sud-Est
| Candidats      | Candidats         | Étiquette      | Premier tour | Premier tour | Second tour | Second tour |
| Candidats      | Candidats         | Étiquette      | Voix         | %            | Voix        | %           |
| -------------- | ----------------- | -------------- | ------------ | ------------ | ----------- | ----------- |
|                | Jacques Viennois* | RPR            | 1 493        | 43,44        | 1 811       | 54,93       |
|                | Henri Goumy       | PS             | 1 236        | 35,96        | 1 486       | 45,07       |
|                | André Humbert     | Verts          | 335          | 9,75         |             |             |
|                | Daniel Gallerand  | PCF            | 232          | 6,75         |             |             |
|                | Georges Perier    | FN             | 141          | 4,10         |             |             |
|                |                   |                |              |              |             |             |
| Inscrits       | Inscrits          | Inscrits       | 5 078        | 100,00       | 5 077       | 100,00      |
| Abstention     | Abstention        | Abstention     | 1 404        | 27,65        | 1 527       | 30,08       |
| Votants        | Votants           | Votants        | 3 674        | 72,35        | 3 550       | 69,92       |
| Blancs et nuls | Blancs et nuls    | Blancs et nuls | 237          | 6,45         | 253         | 7,13        |
| Exprimés       | Exprimés          | Exprimés       | 3 437        | 93,55        | 3 297       | 92,87       |

*sortant

### Canton de Royère-de-Vassivière
| Candidats      | Candidats       | Étiquette      | Premier tour | Premier tour | Second tour | Second tour |
| Candidats      | Candidats       | Étiquette      | Voix         | %            | Voix        | %           |
| -------------- | --------------- | -------------- | ------------ | ------------ | ----------- | ----------- |
|                | Bernard Laborde | PS             | 620          | 46,62        | 663         | 51,52       |
|                | Roland Peix     | RPR            | 468          | 35,19        | 624         | 48,48       |
|                | Robert Jaquot   | PCF            | 119          | 8,95         |             |             |
|                | Francis Moreau  | DVD            | 66           | 4,96         |             |             |
|                | Louise Simon    | FN             | 57           | 4,29         |             |             |
|                |                 |                |              |              |             |             |
| Inscrits       | Inscrits        | Inscrits       | 1 839        | 100,00       | 1 839       | 100,00      |
| Abstention     | Abstention      | Abstention     | 425          | 23,11        | 494         | 26,86       |
| Votants        | Votants         | Votants        | 1 414        | 76,89        | 1 345       | 73,14       |
| Blancs et nuls | Blancs et nuls  | Blancs et nuls | 84           | 5,94         | 58          | 4,31        |
| Exprimés       | Exprimés        | Exprimés       | 1 330        | 94,06        | 1 287       | 95,69       |

### Canton de Saint-Sulpice-les-Champs
| Candidats      | Candidats             | Étiquette      | Premier tour | Premier tour | Second tour | Second tour |
| Candidats      | Candidats             | Étiquette      | Voix         | %            | Voix        | %           |
| -------------- | --------------------- | -------------- | ------------ | ------------ | ----------- | ----------- |
|                | Thierry Chandernagor* | PS             | 658          | 46,34        | 745         | 50,89       |
|                | Guy de Lamberterie    | UDF            | 321          | 22,61        | Retrait     | Retrait     |
|                | Michel Bounaud        | DVD            | 297          | 20,92        | 719         | 49,11       |
|                | Pierre Bounaud        | PCF            | 99           | 6,97         |             |             |
|                | Colette Roux          | FN             | 45           | 3,17         |             |             |
|                |                       |                |              |              |             |             |
| Inscrits       | Inscrits              | Inscrits       | 1 913        | 100,00       | 1 912       | 100,00      |
| Abstention     | Abstention            | Abstention     | 433          | 22,63        | 392         | 20,50       |
| Votants        | Votants               | Votants        | 1 480        | 77,37        | 1 520       | 79,50       |
| Blancs et nuls | Blancs et nuls        | Blancs et nuls | 60           | 4,05         | 56          | 3,68        |
| Exprimés       | Exprimés              | Exprimés       | 1 420        | 95,95        | 1 464       | 96,32       |

*sortant